# Савченко, Иван Васильевич (Герой Социалистического Труда)
Ива́н Васи́льевич Са́вченко (род. 15 мая 1929) — бригадир горнорабочих очистного забоя (ГРОЗ) шахты «Южная-1» комбината «Ростовуголь», город Шахты.

## Биография
После войны по призыву комсомола приехал в г. Шахты из села Заветное, Заветинского района Ростовской области, чтобы стать шахтёром.
Учился в горнопромышленной школе, а по окончании её пришел работать на шахту «Южная-1». Опытные горняки обучили шахтёрскому мастерству. Работал механизатором. Всегда старался быть там, где нужнее, никогда не отказывался от трудностей, понимал, что надо работать не только руками, но и головой. Послали на курсы горных мастеров. Окончил и снова вернулся в бригаду. А когда на шахте создавалась первая укрупнённая струговая бригада, Савченко назначили её бригадиром.
В 1965 году на шахты города стала поступать новинка угледобывающей техники — струговые установки «УСБ-2», «УСБ-М» (своеобразный гигантский подземный «фуганок»). Это способствовало высокой производительности труда и повышению добычи топлива. Бригада И. В. Савченко с шахты «Южная-1» одна из первых в городе освоила струговую установку. С её помощью бригада добывала за сутки более 1000 тонн угля и в 1966 году за 31 рабочий день выдала на-гора 112300 тонн угля, на 690 тонн превысив всесоюзный рекорд.
Иван Васильевич Савченко один из первых горняков города успешно освоил струговую установку — новинку угледобывающей техники. План семилетки труженики города завершили на 2 месяца раньше срока.

## Награды
За выдающиеся заслуги в выполнении задания семилетнего плана по развитию угольной промышленности Указом Президиума Верховного Совета СССР от 29 июня 1966 года Ивану Васильевичу Савченко присвоено звание Героя Социалистического Труда с вручением ордена Ленина № 352287, золотой медали «Серп и Молот» № 143117. Книжка Героя № 021070, орденская книжка Д 907718.